# Hugh Aston
Hugh Aston (ou Ashton) est un compositeur anglais né vers 1485 et enterré le 17 novembre 1558.

## Biographie
En 1510, Aston — dont la graphie du nom adopte aussi les formes « Asseton », « Assheton » et surtout « Ashton » — obtient son diplôme de Bachelor of Music (en) à l'université d'Oxford et devient chef des chœurs du Saint Mary Newark Hospital College à Leicester (entre 1525 et la dissolution de ces chœurs en 1548).
Il compose une intéressante musique religieuse pour la liturgie catholique (8 œuvres : « un Te Deum, 2 messes à 5 et 6 voix et [quatre] antiennes de grande dimension », dont les partitions nous sont parfois parvenues dans un état lacunaire), mais est surtout connu grâce à un Hornepype pour clavier (virginal ou orgue) dans lequel il s'impose par une grande maîtrise technique de l'écriture — en avance sur les œuvres « continentales » de l'époque — et un maniement habile de l'ostinato simple.
En se basant sur des critères musicologiques, on lui attribue également deux autres œuvres pour clavier, My Lady Carey's Dompe et The Short Mesure off my Lady Wynkfelds Rownde, bien qu'aucun manuscrit ne corrobore cette attribution. Il est très vraisemblable que cette musique pour clavier ait été jouée à la cour d'Henri VIII d'Angleterre, ce qui amène John Bergsagel à supposer qu'Aston était à Londres entre 1510 et 1525.
Le compositeur William Byrd (1542-1623) a composé en son honneur une œuvre pour clavier, le Hugh Aston's Ground or Tregian's Ground, BK20.

## Œuvre

### Musique sacrée
Certaines œuvres sacrées nous sont parvenues de façon lacunaire

#### Messes
- Missa Te Deum à 5 voix
- Missa Videte manus meas, à 6 voix

#### Autres œuvres sacrées
- Ave Maria ancilla trinitatis
- Ave Maria dive matris Anne
- Gaude mater matris Christe
- Gaude, virgo matris Christi
- Te Deum

### Musique pour clavier
- A Hornepype
- My Lady Careys Dompe (attribution douteuse)
- The Short Mesure off my Lady Wynkfelds Rownde (attribution douteuse)
- Hugh Ahston's Mask (probablement apocryphe)

## Partitions gratuites
- WIMA Partition du Hornepype et autres.
- IMSLP Partition du Hornepype.

## Enregistrements
- Missa Videte manus meas, avec une messe de Thomas Ashwell dans le CD Two Tudor Masses for the Cardinal, Christ Church Cathedral Choir, dir. Stephen Darlington, Metronome (1998)
- Gaude, virgo matris Christi, avec diverses œuvres sacrées anglaises, dans le CD Music for Compline, Stile Antico, Harmonia Mundi (2007)
- Ave Maria dive matris Anne ; Gaude, virgo matris Christi et Ave Maria ancilla trinitatis, avec une œuvre de Robert Jones et une de John Mason dans le CD Three Marian Antiphons: Music from the Peterhouse Partbooks, Blue Heron Renaissance Choir, dir. Scott Metcalf, Blue Heron (2010)
- A Hornepype, joué par Steven Devine, avec des œuvres vocales et instrumentales anglaises dans le CD Western Wind - Mass by John Taverner & Court Music for Henry VIII, Taverner Choir & Players, dir. Andrew Parrott, Avie Records  (2016)

## Source
- Marc Honegger, Dictionnaire de la musique, vol. 1, Paris, Bordas, 1986 - Article Hugh Aston